# لاگونا
لاگونا (Laguna) یکی از استان‌های کشور فیلیپین است. این استان بخشی از جزیرهٔ لوزون به شمار می‌رود.
مرکز این استان شهر سانتاکروز است. جمعیت آن کمتر از دو میلیون نفر است. مساحت این استان هزار و هفتصد و شصت کیلومتر مربع است .